# 市川市動植物園
座標: 北緯35度45分53.2秒 東経139度57分54.79秒 / 北緯35.764778度 東経139.9652194度
市川市動植物園（いちかわしどうしょくぶつえん、英:Ichikawa Zoological & Botanical Garden）は、千葉県市川市の市立動物園及び植物園。コツメカワウソ舎で「流しカワウソ」というパイプを用いた遊具を展示することで知られる。
園内には交流都市から寄贈されたシセンレッサーパンダ、スマトラオランウータンなど、貴重な動物たちも展示及び飼育をしているほか、観賞植物園、バラ園なども併設している。

## 概要

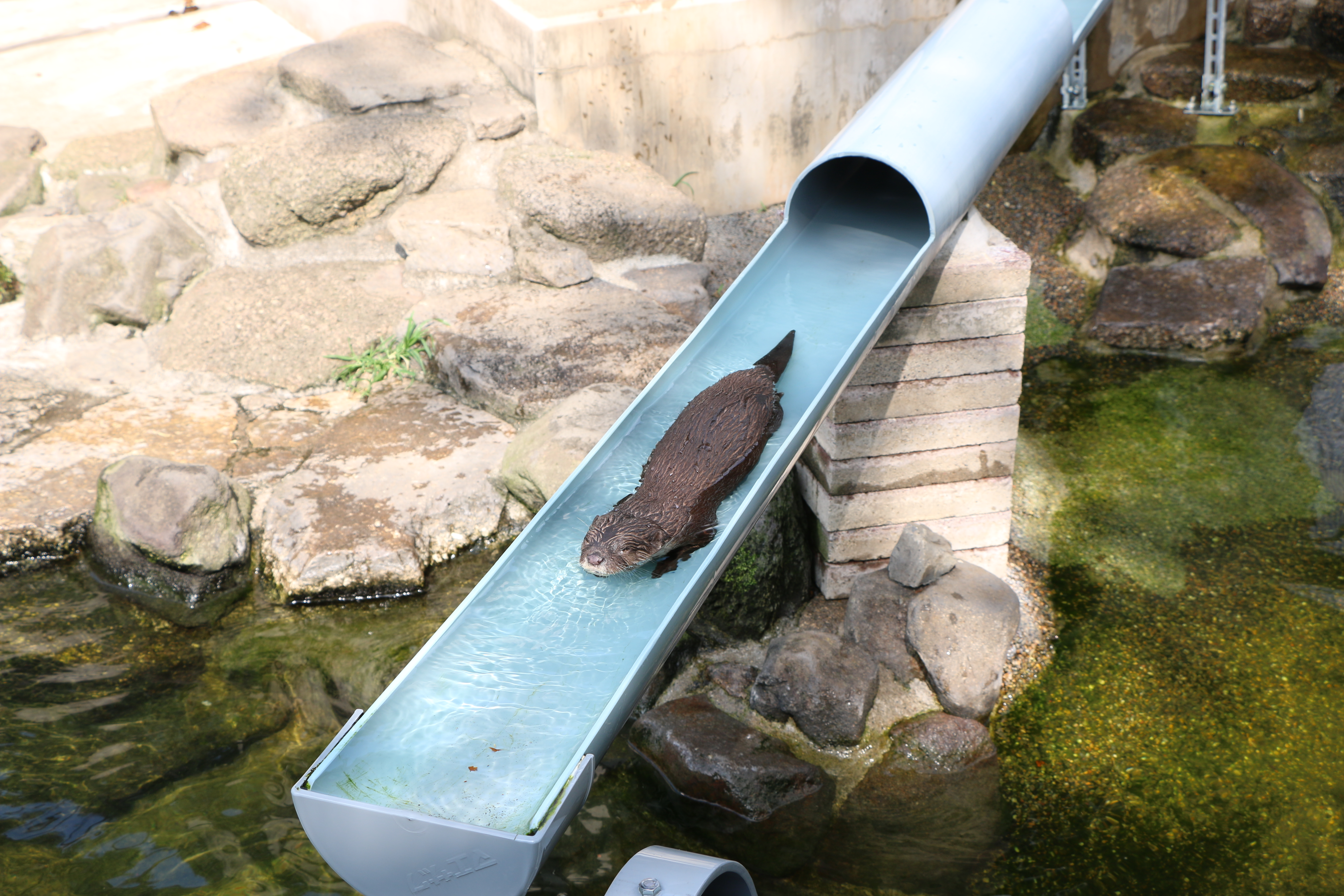
コツメカワウソ舎の“流しカワウソ”

1987年（昭和62年）8月21日開園、動物たちとのふれあいがテーマの動物園及び観賞植物園、バラ園などを併設した植物園。なかよし広場ではモルモットなどに開園中いつでも触れ合うことができる。レッサーパンダ、スマトラオランウータンなど、貴重な動物たちも飼育展示している。入り口にはレストハウス、自然博物館があり、動物の標本などもある。園内には「ミニてつどう」も走行している。
2013年夏にコツメカワウソ舎で“流しカワウソ”というパイプを用いた遊具を展示し、話題となった（詳細は「流しカワウソ」を参照）。

### 展示動物
飼育動物数（2018年11月30日現在）
| 哺乳類 | 28種 | 329点 |
| 鳥類   | 23種 | 74点  |
| 爬虫類 | 5種  | 34点  |
| 計     | 56種 | 437点 |

中心部にはサル山があり、ニホンザルを飼育。その周辺には、家畜ゾーンやなかよし広場があり、レッサーパンダもいる。なかよし広場は、ウサギ、モルモット、ニワトリ、ブタ（ミニブタ）などに触ることができる。小獣・モンキーゾーンには、キツネザルやリスザル、コツメカワウソやタヌキなどもいて充実している。
フライングケージは広いオリを生かして鳥が40羽近く飼育されている。その先の竹林にはエミューが居て、さらに奥のミニ鉄広場がある。
ミニ鉄広場には1991年（平成3年）4月2日に開通のミニ鉄道、遊具がある。さらにオランウータンがいて、レッサーパンダ2号舎がある。2号舎のレッサーパンダは多摩動物公園や東北サファリなどから移籍したものもいる。2号舎は1号舎と違い、金網状の展示施設。

### 動物親善大使
交流都市からの寄贈された動物親善大使。
シセンレッサーパンダ
1986年、市川市とは友好都市の関係にある中華人民共和国四川省楽山市より雌雄にて寄贈された。その後繁殖を重ねている。
スマトラオランウータン
1992年、市川市とは姉妹都市の関係にあるインドネシア共和国北スマトラ州メダン市より雌雄にて寄贈された。
2003年には第1子ウータン（オス）が、2010年には第2子のリリー（メス）が生まれた。そして2018年、第3子（メス）が生まれている。

## 施設

### なかよし広場
ふれあいを中心としたゾーン。モルモット、ウサギ、ミニブタ、ヤギなどにふれあうとこができる。そのほか、広場には様々な動物がいる。

| - ミニブタ - ヤギ - ウサギ - モルモット（テンジクネズミ） - デグー - ニワトリ - アヒル - ウズラ | - アオバト - キンケイ - アケボノインコ - フクロウ - ボタンインコ - ミシシッピーアカミミガメ - ニホンイシガメ |

### 家畜舎
ウシ、ウマ、ロバなど様々な家畜の仲間がいる。

| - ウマ（ポニー） - ロバ - ブタ - ヤギ | - ウシ（ホルスタイン） - カピバラ（カピバラファミリー） - ケヅメリクガメ |

### 小獣舎
タヌキ、フェネック、カワウソなど主に小型食肉目の動物たちがいる。

| - アフリカタテガミヤマアラシ - ハクビシン - ミーアキャット | - フェネック - タヌキ - コツメカワウソ |

### サル舎･サル山
小さなマーモセット類から小型類人猿のシロテテナガザルまで幅広い種類のサルがいる。サル山ではニホンザルがいる。

| - ニホンザル - シロテテナガザル - マンドリル - ボリビアリスザル - アカテタマリン - ワタボウシタマリン | - ワオキツネザル - ブラウンキツネザル - クロキツネザル - エリマキキツネザル - キバタン（オウム） |

### フライングケージ
フライングケージはシュバシコウをはじめフラミンゴ、トキ類、ガンカモ類などの鳥たちが暮らす1000平米を超える通り抜け方式の巨大バードケージである。

| - シュバシコウ - シロトキ - ショウジョウトキ - ムギワラトキ - ヘラサギ - ベニイロフラミンゴ | - チリフラミンゴ - ハワイガン - オシドリ - コバシオタテガモ - キンクロハジロ |

### エミュー舎
フライングゲージに隣接するエミュー舎では竹林を優雅に歩くエミューがみられる。
- エミュー

### その他展示施設
管理棟3階ロビーでは自然博物館と共同で、カメ類、魚類等の水槽で飼える動物を展示。

| - インドホシガメ - ホルスフィールドリクガメ - マレーハコガメ | - ニホンイシガメ - カロリナハコガメ |

また、動物園管理室窓口横でペアのオカメインコがいる。

### レストラン･ショップ
| レストラン（食堂） | レストハウス2階 | 軽食あり（お弁当持込み可） 定員80名 |
| ショップ（売店）   | レストハウス2階 |                                     |

### サービス施設
| ベビーカーの貸し出し | 入口ゲートにて1台50円                                        |
| コインロッカー       | レストハウス                                                 |
| 貸し傘               | 園内各所（駐車場まで利用可）                                 |
| 授乳室               | 自然博物館内                                                 |
| おむつ換えベット     | レストハウス2階、サル山裏トイレ、自然博物館内                |
| 救護施設             | 動物園管理棟1階                                              |
| 身障者用トイレ       | 動物園入口内、レストハウス1階、サル山の裏                    |
| 喫煙場所             | 電子タバコを含むすべての喫煙は民間駐車場にて（園内全面禁煙） |

## 施設情報

### 基本情報
| 施設名         | 市川市動植物園                                                               |
| 所在地         | 〒272-0801 千葉県市川市大町284番1                                            |
| 営業時間       | 9時30分〜16時30分（入園は16時まで）                                          |
| 定休日/休業日  | 月曜日（祝日の場合は翌日）、年末年始 ※年末年始の休業日は年により異なる       |
| 駐車場         | あり 【普通車台数】240台 民間駐車場（普通車500円、バス2,000円、バイク200円） |
| 施設オプション | トイレ設備あり                                                               |

### ユニバーサルデザイン
救護施設設置、車いす対応スロープあり、手すり付き便器ありなど。
園内はバリアフリー化されており、車椅子での単独利用が可能。

## 交通

### 公共交通機関
- JR東日本武蔵野線 市川大野駅から
  - 徒歩約40分
  - 市川市コミュニティバス[7]より、「動植物園」下車
  - 京成バス（市川営業所行）、「大野町4丁目」下車（土日祝のみ）
  - 京成バス（大町駅行）、「駒形」下車、徒歩約10分
  - 京成バス（動植物園行）、終点下車、徒歩約10分

- JR東日本・都営地下鉄 本八幡駅及び京成本線 京成八幡駅から
  - 京成バス（市川営業所行）、「大野町4丁目」下車（土日祝のみ）
  - 京成バス（大町駅行）、「駒形」下車、徒歩約10分
  - 京成バス（動植物園行）、終点下車、徒歩約10分

- 北総鉄道 松飛台駅下車、市川市コミュニティバス[7]より、「動植物園」下車
- 北総鉄道 大町駅から
  - 徒歩20分（自然観察園･バラ園経由）
  - 京成バスより、「駒形」下車、徒歩約10分

### 自動車
- 首都高速7号小松川線・京葉道路 市川インターチェンジ、原木ICより、国道14号方面へ
- 民間駐車場有（駐車料金普通車500円、バス 2,000円）

## 周辺施設
- 大町自然観察園（長田谷津）
- 少年自然の家
- ありのみコース（フィールドアスレチック）
- 大慶園